# 拉罗-赫努阿
在夏威夷神话中，拉罗-赫努阿(Lalo-Honua) (夏威夷语大地之下)是第一个女人，她嫁给了库木-赫努阿（Kumu-Honua）。最高神卡内（Kāne）赐予这对夫妻一座花园并禁止他们吃某种水果。该故事可能被整个或部分基督教化了。